# Информационное агентство США
Информационное агентство США, ЮСИА (англ. USIA, United States Information Agency) — орган внешнеполитической пропаганды США. Существовало с 1 августа 1953 года по 1 октября 1999 года.
Агентство было создано решением Конгресса США в рамках Государственного департамента США (взамен ранее существовавшей Администрации международной информации) в первую очередь с целью противостояния советской пропаганде, которая велась как из-за рубежа, так и в самих Соединенных Штатах. Юридическим актом, официально признавшим необходимость создания правительственной информационной службы США в мирное время, явился Закон 402, принятый в январе 1942 года и получивший известность как Закон Смита-Мундта (Smith-Mundt Act), который уполномочил государственного секретаря США осуществлять в случае необходимости руководство подготовкой и распространением за рубежом «информации о Соединенных Штатах, американском народе и политике через прессу, публикации, радио, кино и другие средства информации, а также через информационные центры и инструкторов за границей».
3 апреля 1978 года было переименовано в Агентство международных связей США (United States International Communications Agency) и вошло в составной частью в Управление по вопросам образования и культуры Госдепартамента (Bureau of Educational and Cultural Affairs). В августе 1982 года было возвращено старое название.
Агентство располагало сетью из более чем 200 отделений-служб (United States Information Service) в 130 странах мира. В 1996 году в соответствии с Законом о зарубежном вещании 1994 года (International Broadcasting Act of 1994) Конгресс США принял решение о реорганизации системы зарубежного радиовещания, осуществляемого правительственными ведомствами, и передаче всего невоенного государственного иновещания в ведение ЮСИА.
Радиостанция «Голос Америки» являлась функциональным подразделением ЮСИА, деятельность которого (так же как и «Радио и телевидения Марти», радиостанций «Свободная Европа» / «Свобода» и Радиосети Азиатско-Тихоокеанского региона (Asia Pacific Network)) контролировалась и финансировалась Советом управляющих вещанием (Broadcasting Board of Governors).
ЮСИА располагало также телесетью спутниковой связи «Уорлднет» (Worldnet), осуществляющей круглосуточные передачи новостей, а также информационных программ в области образования и культуры на весь мир через американские посольства, отделения ЮСИА и зарубежные телесети, включая кабельные. Одной из наиболее известных программ ЮСИА являлась программа обменов в области образования и культуры, в частности Фулбрайтовская программа обменов (Fulbright Exchange Program), охватывавшая более чем 125 стран. Ежегодно 3500-5000 иностранных общественных, научных и культурных деятелей приезжают в США на срок до 1 месяца для участия в профессиональных встречах и консультациях.
В рамках ЮСИА функционировал Совет по международным исследованиям и научным обменам (АЙРЕКС), а также большое число информационных служб и центров, располагавших новейшими электронными средствами и возможностями распространения информации о Соединенных Штатах.
К 1999 году бюджет ЮСИА превышал 1,2 млрд долларов.
После расформирования вещательные функции были переданы Совету управляющих по вопросам вещания (Broadcasting Board of Governors, BBG) — независимому федеральному агентству, которое определяет политику международного вещания США; а информационные функции — в Государственный департамент США, в Управление международных информационных программ (Office of International Information Programs, OIIP).